# My Name Is Stain
Singles de Shaka Ponk
Sex Ball
(2011)
My Name Is Stain (en français littéral Mon nom est Tache ou par extension Je m'appelle Pauv' Tache) est le troisième single du groupe rock français Shaka Ponk, extrait de leur album The Geeks and the Jerkin' Socks (2011).

## Historique
C'est après avoir vu une émission avec le philosophe Alexandre Jollien que lui est venu l'inspiration de cette chanson.
La chanson se classe 28e des téléchargements la semaine du 26 février 2012 en France.

## Classement
| Classement (2012)                       | Meilleure position |
| --------------------------------------- | ------------------ |
| Albanie (NRG Top 50 Chart)              | 8                  |
| France (SNEP)                           | 7                  |
| Belgique (Wallonie Ultratop 50 Singles) | 14                 |